# James Hetfield

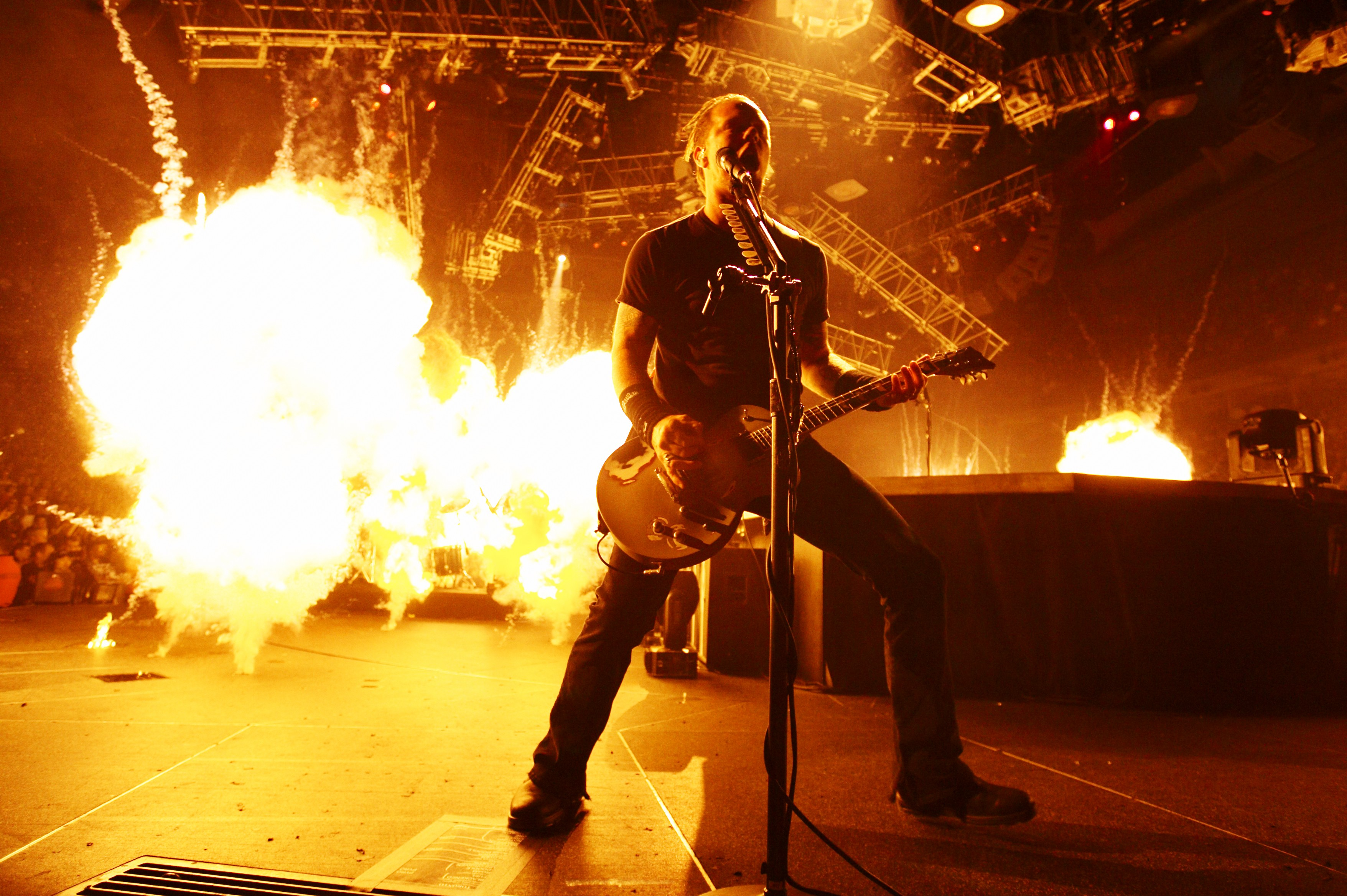
James Hetfield na koncercie Metalliki w Ottawie, 7 października 2004 roku

James Alan Hetfield (ur. 3 sierpnia 1963 w Downey) – amerykański muzyk heavymetalowy, współzałożyciel, wokalista, gitarzysta, kompozytor, producent muzyczny i autor tekstów zespołu Metallica. Jego głos to baryton.
W 2004 muzyk wraz z Kirkiem Hammettem został sklasyfikowany na 2. miejscu listy 100 najlepszych gitarzystów heavymetalowych wszech czasów magazynu „Guitar World”. 
W 2006 został sklasyfikowany na 24. miejscu listy 100 najlepszych wokalistów wszech czasów według „Hit Parader”. Ponadto w książce Joela McIvera pt. „The 100 Greatest Metal Guitarists” przyznano mu pozycję ósmą. W 2009 roku wokalista został sklasyfikowany na 5. miejscu listy 50 najlepszych heavymetalowych frontmanów wszech czasów według Roadrunner Records.

## Życiorys
James Alan Hetfield urodził się 3 sierpnia 1963 w Downey w stanie Kalifornia jako pierworodny syn Cynthii (z domu Nourse, primo voto Hale), niepracującej zawodowo artystki-grafika, i Virgila Hetfieldów. Jego ojciec pracował jako kierowca ciężarówki, posiadał też własną niewielką firmę transportową, w niedziele nauczając w nurcie Stowarzyszenia Chrześcijańskiej Nauki, gdzie poznał Cynthię, którą poślubił 8 lipca 1961. Ma dwóch przyrodnich braci – synów swojej matki z pierwszego związku – Christophera (ur. 1951, grającego na gitarze akustycznej) i Dave’a (ur. 1952, jako nastolatek grał na perkusji w rock-and-rollowym cover bandzie The Bitter End) oraz siostrę Deannę (ur. 1966). Do 15. roku życia mieszkał w miejscu swego urodzenia, Downey, na przedmieściach Los Angeles, pod pieczołowitą opieką rodziców. Już jako dziewięciolatek za namową matki rozpoczął trzyletnią naukę gry na fortepianie, potem na perkusji, aż w końcu na gitarze. Zainteresowanie muzyką obudziła w nim kolekcja płyt przyrodniego brata, Dave’a, mimo faktu, że brat zakazał Jamesowi słuchania należących do niego winylowych płyt. Muzyk przypisuje osobiste odkrycie „ciężkiego brzmienia” debiutanckiemu albumowi zespołu Black Sabbath. Inne zespoły, dzięki którym zafascynowała go muzyka rockowa we wczesnym stadium to Led Zeppelin, Blue Öyster Cult, Alice Cooper, czy The Amboy Dukes.
Rodzice Hetfielda (pochodzenia angielskiego) byli wyznawcami Chrześcijańskiej Nauki (Christian Science). Wyznawali oni, że wiara to jedyne źródło zdrowia i wiedzy, co np. uniemożliwiało Jamesowi uczestnictwo w lekcjach dotyczących zdrowia, które spędzał na szkolnym korytarzu, przykuwając uwagę innych uczniów i zyskując miano dziwaka, czy uprawianie sportu, co z kolei wymagało przedstawienia zaświadczenia lekarskiego; rodzice Hetfielda nie zauważali faktu jego postępującej alienacji w gronie rówieśników. Virgil Hetfield opuścił rodzinę w roku 1976, co doprowadziło Jamesa do jeszcze silniejszego wycofania się w swój wewnętrzny świat. Zarzucał ojcu samolubność, miał żal o to, że odszedł bez pożegnania (Cynthia powiedziała mieszkającym z nią Deannie i Jamesowi, że ojciec nie powróci w kilka tygodni po jego odejściu); frustrację próbował zdusić tworząc własną kolekcję płyt. Zafascynowany grą Joe Perry’ego zacząć ćwiczyć akordy na gitarze Christophera. W 1977 zaczął uczęszczać do miejscowej szkoły średniej Downey High School. Gdy chciał podjąć treningi w szkolnym zespole futbolowym, trener postawił warunek – Hetfield musiałby ściąć długie włosy, jeśli chciałby docelowo grać z Oakland Raiders. James odrzucił sugestię trenera i zrezygnował z kariery sportowej.
Po ponadrocznej nieobecności do rodziny Hetfieldów powrócił ojciec Jamesa, Virgil, twierdząc, że został odrodzony i prosząc rodzinę o przebaczenie. Siostra Jamesa, Deanna, zaakceptowała powrót ojca, James jednak zachował swoje negatywne odczucia. Oboje rodzice Hetfielda zmarli na raka, najpierw matka, a następnie ojciec, przy czym żadne z nich nie poddało się leczeniu. Po śmierci matki 19 lutego 1979, James przeniósł się do rodziny Hale’ów w Brea. Opuszczenie domu rodzinnego jest wydarzeniem, do którego wielokrotnie wracał w swoich tekstach. W wywiadzie przeprowadzonym wiele lat później Hetfield krytykował cały ruch Christian Science. Dobrze wypowiadał się natomiast o swoim ojcu, który podobno zwykł mawiać: „Jeżeli komuś nie podoba się to, co robisz, olej to”. Z takiego założenia zawsze też wychodziła Metallica.

### Kariera
Pierwszym zespołem Jamesa, po zakupieniu przez niego od gitarzysty szkolnej kapeli jazzowej gitary Gibson SG rocznik 1969, był zespół Obsession. Jako technik gitarowy do zespołu dołączył Ron McGovney, z którym Hetfield uczęszczał do szkoły średniej i wcześniej do tzw. middle school; dodatkowo rodzice McGovneya posiadali warsztat samochodowy naprzeciwko siedziby firmy transportowej Virgila Hetfielda, choć nastolatkowie wcześniej nie mieli styczności ze sobą. Pozostałymi członkami rock'n'rollowego Obsession byli gitarzysta Jim Arnold oraz bracia Ron i Rich Veloz (gitara basowa i perkusja). Próby zespołu odbywały się w garażu Velozów. 12 czerwca 1978 Hetfield pojechał na koncert Aerosmith (supportowanego przez AC/DC), po którym powrócił do Obsession z wymyślonymi przez siebie riffami; zespół jednak nie chciał zaprzestać grania kompozycji innych muzyków. Wraz z Jimem Arnoldem i jego bratem, Chrisem, Hetfield założył krótkotrwały zespół grający muzykę kapeli Rush, Syrinx.
Następnym zespołem w którym grał Hetfield, po przeprowadzce do Brea, był założony wspólnie z perkusistą Jimem Mulliganem i Hugh Tannerem (poznanym po przyniesieniu do szkoły przez Tannera gitary Gibson Flying V celem jej naprawy) Phantom Lord (ta nazwa została wykorzystana przez muzyka do nadania tytułu utworowi zamieszczonemu na pierwszym albumie zespołu Metallica, Kill ’Em All). Inspirowany dokonaniami zespołów Van Halen, Judas Priest, Accept i Scorpions zespół nie miał basisty. Hetfield zaproponował na to stanowisko Rona McGovneya, który jednak nie umiał grać na basie i nie posiadał instrumentu. Hetfield udzielał McGovneyowi lekcji gry, zaś działania zespołu polegały głównie na obserwowaniu lokalnej sceny muzycznej, również po wyprowadzce z domu Hale’ów i przeniesieniu się, razem z Ronem McGovneyem, do jednego z trzech domów stanowiących własność McGovneyów a przeznaczonych do wyburzenia pod budowę autostrady.
W 1981 Hetfield poznał Larsa Ulricha, który zaproponował mu założenie kapeli. Sam Hetfield grał wtedy w zespole Leather Charm, stanowiącym przedłużenie działalności Phantom Lord, był jednak niezadowolony ze współpracy z zespołem, z którego odeszli Hugh Tanner i Jim Mulligan, i zgodził się na jego propozycję. Ogłoszenie Ulricha w czasopiśmie „The Recycler” pokazał mu w maju 1981 Tanner. Początkowo nie wierzył w swoje możliwości wokalne. Dopiero podczas nagrywania drugiego albumu grupy „Ride The Lightning”, odkrył, że rzeczywiście potrafi śpiewać wykonując utwory Escape i Fade to Black. Nie licząc dwóch wyjątków (utworu To Live Is to Die autorstwa Cliffa Burtona oraz albumu St. Anger, do którego pisali teksty wszyscy członkowie Metalliki) jest jedynym twórcą tekstów zespołu.

### Nagrody i wyróżnienia
W 2004 został ogłoszony Człowiekiem Roku przez magazyn „Rolling Stone”. Nagrodę przyznano za przemianę, jaką wszyscy mogli zobaczyć w dokumencie Some Kind of Monster i podczas trasy koncertowej Madly in Anger with the World Tour.

### Występy w innych zespołach
James Hetfield udzielał się również w zespole Spastik Children.

### Życie prywatne
17 sierpnia 1997 ożenił się z Francescą Tomasi, z którą ma troje dzieci: dwie córki – Calii Tee (ur. 13 czerwca 1998) i Marcellę Francescę (ur. 17 stycznia 2002) oraz syna – Castora Virgila (ur. 18 maja 2000). W 2001 roku rozpoczął terapię odwykową z powodu choroby alkoholowej, co zostało pokazane w filmie Some Kind of Monster. Pod koniec września 2019 r. Hetfield ponownie trafił na odwyk. Z tego powodu Metallica odwołała trasę koncertową po Australii i Nowej Zelandii, która miała odbyć się w listopadzie tegoż roku.
W 2008 roku, odnosząc się do wykorzystania muzyki Metalliki do torturowania irackich więźniów, Hetfield nie był urażony i powiedział: "Jeśli Irakijczycy nie są przyzwyczajeni do wolności, to cieszę się, że mogę być częścią ich wprowadzenia w nią" ("If the Iraqis aren't used to freedom, then I'm glad to be part of their exposure"). W wywiadzie z 2017 roku Hetfield potwierdził swoje wcześniejsze stanowisko, mówiąc: "Jestem zaszczycony, że mój kraj używa czegoś by pomóc nam zachować bezpieczeństwo, jeśli to robią. Ale z drugiej strony, kiedy muzyka jest już dostępna, nie mam nad tym kontroli. Tak jak nad tym, że ktoś rozdaje ją w Internecie. Używają jej do robienia tego, co robią" ("I'm honored my country is using something to help us stay safe, if they are. But then again, once the music is out, I don't have control over that. Just like how someone's giving it away online. They're using it to do what they do").

## Instrumentarium
| Gitary - ESP "Vulture" satin black - ESP "Truckster" black - ESP "Iron Cross" - ESP Snakebyte snow white - ESP Snakebyte satin black - ESP Explorer black w/ white PG vintage Nash - ESP Explorer silver diamond plate - ESP Explorer black diamond plate - ESP Flying V white - ESP Explorer "Tattoo" white - ESP Explorer black diamond plate w/ "antlers inlay" - ESP Double neck Explorer (12 & 6 strings) - ESP LTD "Vulture" satin black - ESP LTD "Snakebyte" snow white - ESP LTD "Snakebyte" satin black - ESP LTD "Iron Cross" - ESP LTD "Grynch" green flame - ESP Eclipse - Trussart LP "Rusty Holey" - Trussart metal Explorer - Trussart Steel DeVille metal - Ken Lawrence Explorer "flame sun inlay" - Ken Lawrence Explorer "aztec tribal inlay" - Gibson Explorer silverburst w/white pick guard - Gibson Flying V sunburst - Gibson Les Paul flat purple - Gibson Les Paul "Maltese Cross" - Gibson Explorer "Rusty" black w/ tarnish metal PG - Gibson Flying V silverburst - Gibson Flying V white chrome pickups - Gibson Les Paul "Cliff Burton RIP" - Line 6 Variax acoustic 700 - Dave of England custom aluminum engraved JH tattoo - Fender Telecaster B-Bender Butterscotch - Gretsch Falcon model 7594 white - ESP F300 FM 6 - strings - ESP F300 FM 7 - strings - ESP Double Neck Horizon - National Resoelectric - National Style O Resonator - Martin D-28 Acoustic - Zemaitis Flying V model GZV500MF - Gibson Thunderbird - Gibson - Chet Atkins Acoustic/Electric - ESP LTD - EC-400AT | Wzmacniacze i kolumny głośnikowe - Mesa Boogie Tri-Axis Preamps - Mesa Boogie Simul-Class 2:90 pwr amps - Mesa 2x5 band eq custom - Mesa Boogie Triple Rectifier amp heads - Mesa Boogie 4x12 speaker cabinets - Diezel VH4 amps - Line 6 fx - Shure UR4D wireless gear - TC Electronics G-Major fx - Roland JC 120 combo amps - Blackstar amps - Furman AR Pro power conditioner - Voodoo Lab Ground Control switcher - Celestion vintage 30 speakers - Isolation chamber road cases for guitar sounds Efekty - TC Electronics G-Major effects processor - Line 6 DM4 - Mesa Boogie Custom Graphic EQ - MXR Phase 100 - ATI Nanoamp SUM 100 - Klon Centaur Overdrive - Boss NS-2 Noise Suppressor - Voodoo Lab Ground Control Pro floorboard - Voodoo Lab GCX Audio Switcher (x2) - Voodoo Lab Pedal Power 2 Plus - Dbx, Inc.\|DBX 1074 Quad Gate - Behringer Multigate Pro Pozostałe - Ernie Ball RPS 11-48 strings - EMG 81 & 60 guitar pickups - Dunlop Black Fang 1.14 guitar picks - Dunlop straps - Shure Super 55 stage microphones |

## Filmografia
| Rok  | Tytuł                                                                 | Reżyser                       |
| ---- | --------------------------------------------------------------------- | ----------------------------- |
| 1997 | Metallimania (film dokumentalny)                                      | Marc Paschke                  |
| 2004 | Some Kind of Monster (film dokumentalny)                              | Joe Berlinger, Bruce Sinofsky |
| 2010 | Lemmy (film dokumentalny)                                             | Greg Olliver, Wes Orshoski    |
| 2013 | Metallica Through the Never (film fabularny)                          | Nimród Antal                  |
| 2017 | Addicted to Porn: Chasing the Cardboard Butterfly (film dokumentalny) | Justin Hunt                   |
| 2019 | Extremely Wicked, Shockingly Evil and Vile (film fabularny)           | Joe Berlinger                 |